# Sean Klaiber
Sean Desmond Klaiber, född 31 juli 1994, är en surinamesisk fotbollsspelare som spelar för Utrecht.

## Klubbkarriär

### Utrecht
Klaiber spelade som ung för VVIJ, Ajax, JSV Nieuwegein och SV Geinoord innan han 2007 gick till Utrecht. Klaiber debuterade för Utrecht den 29 oktober 2013 mot Kozakken Boys i KNVB Cup. Utrecht vann matchen med 2–1 efter förlängning och Klaiber blev inbytt i den 116:e minuten mot Kai Heerings. Klaiber gjorde sin Eredivisie-debut den 23 februari 2014 i en 1–0-vinst över FC Groningen.
I januari 2015 lånades Klaiber ut till ligakonkurrenten Dordrecht på ett låneavtal över resten av säsongen 2014/2015. Han spelade 12 ligamatcher och gjorde två mål för Dordrecht som blev nedflyttade i slutet av säsongen. Den 20 juli 2017 gjorde Klaiber sitt första mål för Utrecht i en 3–1-vinst över Valletta i den andra kvalomgången av Europa League 2017/2018.

### Ajax
Den 1 oktober 2020 värvades Klaiber av Ajax, där han skrev på ett treårskontrakt med option på ytterligare ett år. Klaiber värvades som ersättare till Sergiño Dest på högerbacken som nyligen sålts till FC Barcelona och i Ajax återförenades han med sin tidigare tränare i Utrecht, Erik ten Hag. Klaiber debuterade den 18 oktober 2020 i en 5–1-vinst över SC Heerenveen, där han blev inbytt i den 61:a minuten mot Noussair Mazraoui. Den 24 oktober 2020 gjorde han sin första match som startspelare då Ajax vann med 13–0 över VVV Venlo, vilket blev ett nytt rekord i Eredivisie för största vinst.
Den 27 oktober 2020 gjorde Klaiber sin Champions League-debut i en 2–2-match mot italienska Atalanta, där han blev inbytt i andra halvlek. Inför säsongen 2021/2022 blev Klaiber korsbandsskadad under ett träningsläger i Österrike och missade hela säsongen.

### Återkomst i Utrecht
Den 29 augusti 2022 blev Klaiber klar för en återkomst i Utrecht, där han skrev på ett treårskontrakt.

## Landslagskarriär
Klaiber debuterade för Surinams landslag den 12 juli 2021 i en 2–0-förlust mot Jamaica.

## Meriter
Ajax
- Eredivisie: 2020/2021
- KNVB Cup: 2020/2021